# Fiumi Meolo e Vallio
Fiumi Meolo e Vallio este o arie protejată (arie specială de conservare — SAC, sit de importanță comunitară — SCI) din Italia întinsă pe o suprafață de 85 ha, integral pe uscat.

## Localizare
Centrul sitului Fiumi Meolo e Vallio este situat la coordonatele 45°38′45″N 12°24′03″E / 45.645762°N 12.400833°E.

## Înființare
Situl Fiumi Meolo e Vallio a fost declarat sit de importanță comunitară în iulie 2006 pentru a proteja 1 specie de animale. Situl a fost protejat și ca arie specială de conservare în iulie 2018.

## Biodiversitate
Situată în ecoregiunea continentală, aria protejată conține 3 habitate naturale: Păduri aluvionare cu Alnus glutinosa și Fraxinus excelsior (Alno-Padion, Alnion incanae, Salicion albae), Cursuri de apă de la nivel de câmpie la nivel montan, cu vegetație Ranunculion fluitantis și Callitricho-Batrachion, Liziere de ierburi înalte hidrofile de câmpie și de nivel montan până la alpin.
La baza desemnării sitului se află o specie protejată de  pești: Lethenteron zanandreai